# Östra kyrkogården, Lund

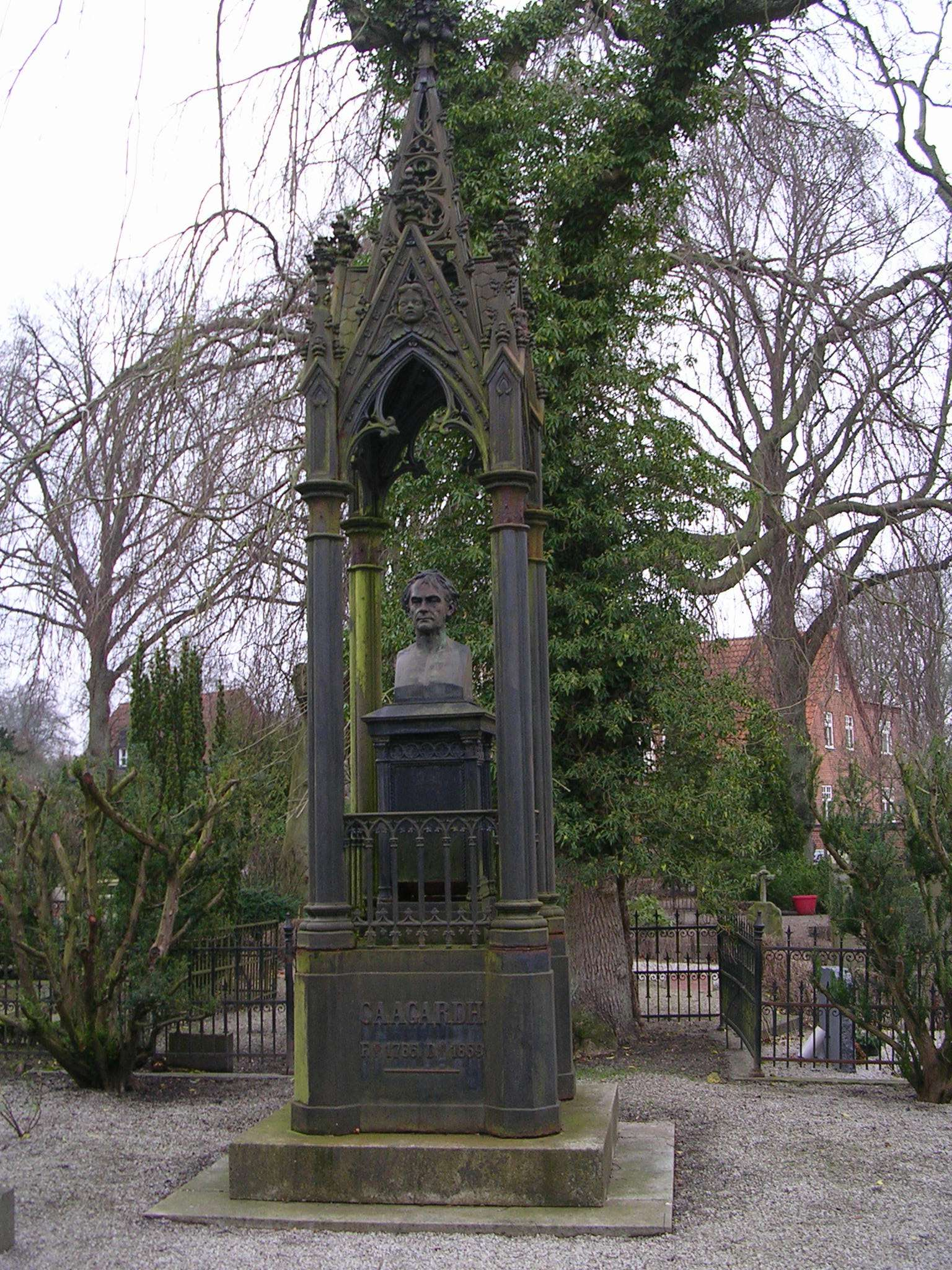
Carl Adolph Agardhs grav hör till de praktfullaste på Östra kyrkogården.

Östra kyrkogården är en begravningsplats i Lund belägen mellan Botaniska trädgården i norr och Spyken i söder.
Östra kyrkogården är sannolikt den enda begravningsplats i Sverige som har finansierats och förvaltats som aktiebolag. 
Den nya begravningsplatsen, som senare kom att kallas Östra kyrkogården, omfattar drygt ett hektar, invigdes 1847 och drevs privat till 1885. Från och med 1981 överlät staden äganderätten till Lunds kyrkliga samfällighet. Exempel på personer som är begravda här är Johan Henrik Thomander, Esaias Tegnér d.y., Carl Adolph Agardh, Carl Fabian Björling, Waldemar Bülow, Carl Fredrik Hill, Georg J:son Karlin och Carl Georg Brunius. Här finns också gravplatser för Smålands nation, Västgöta nation, Göteborgs nation och Sydskånska Nationen.

## Bildgalleri över gravstenar på Östra kyrkogården

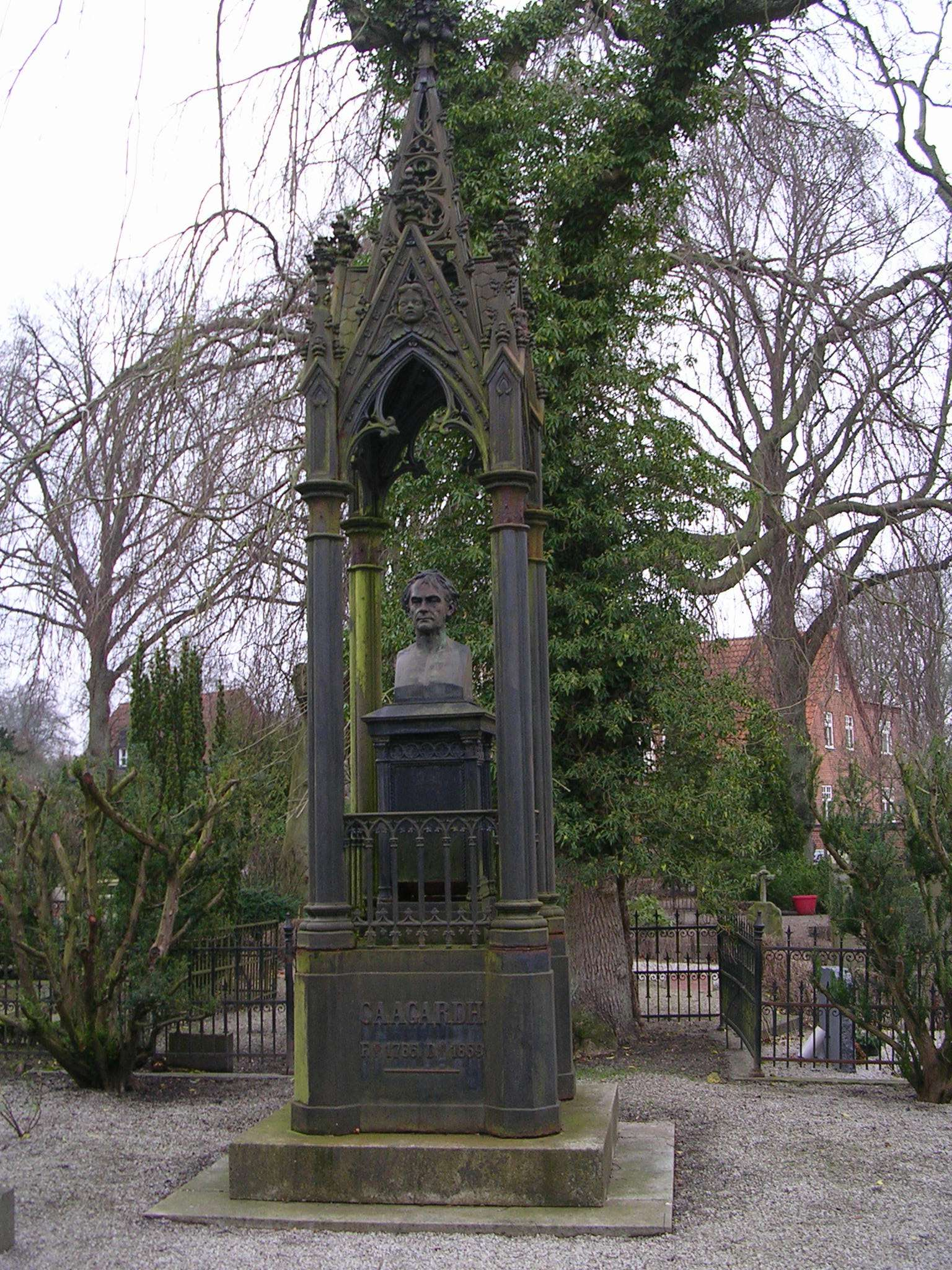
Carl Adolph Agardh
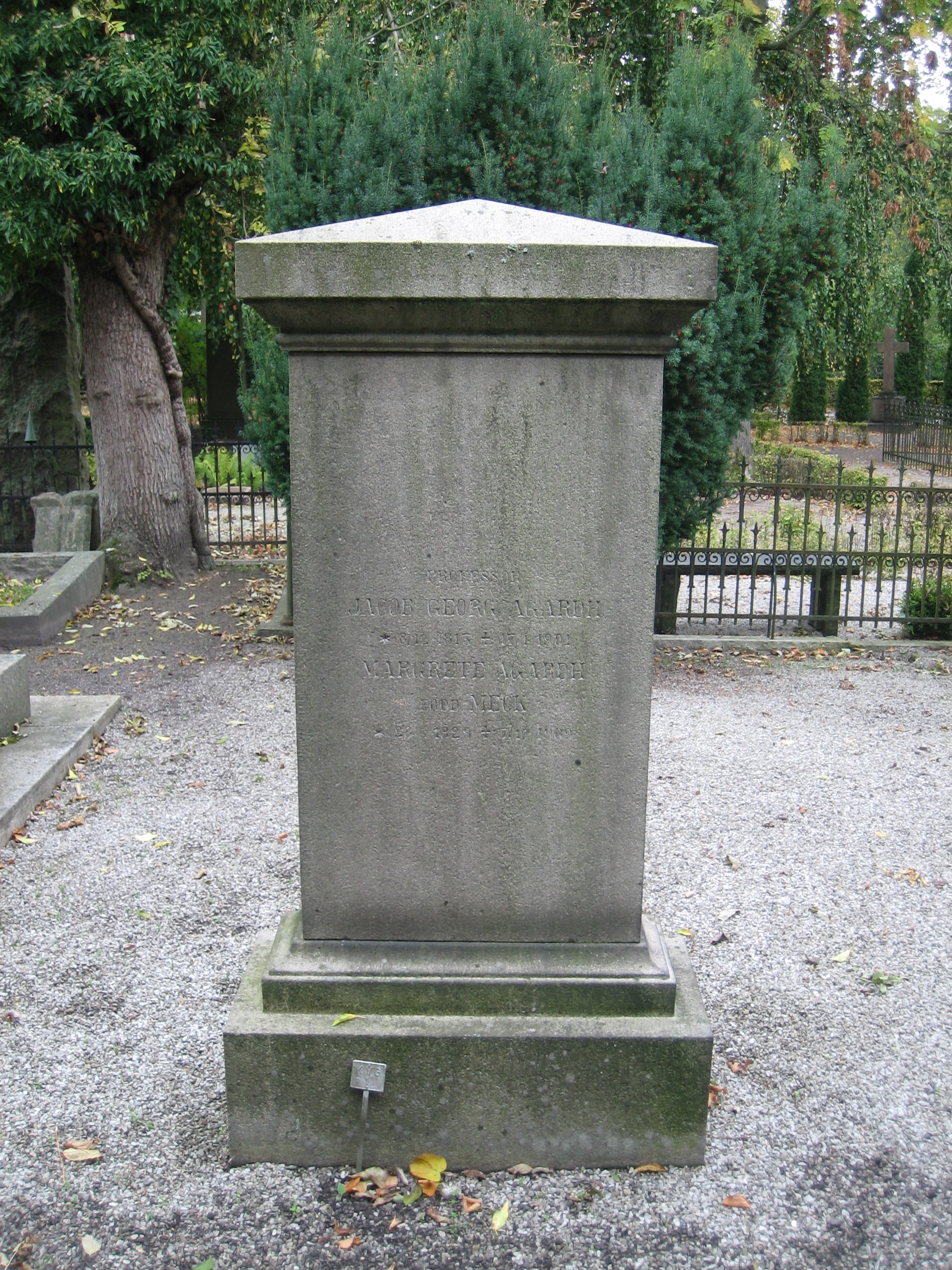
Jacob Georg Agardh
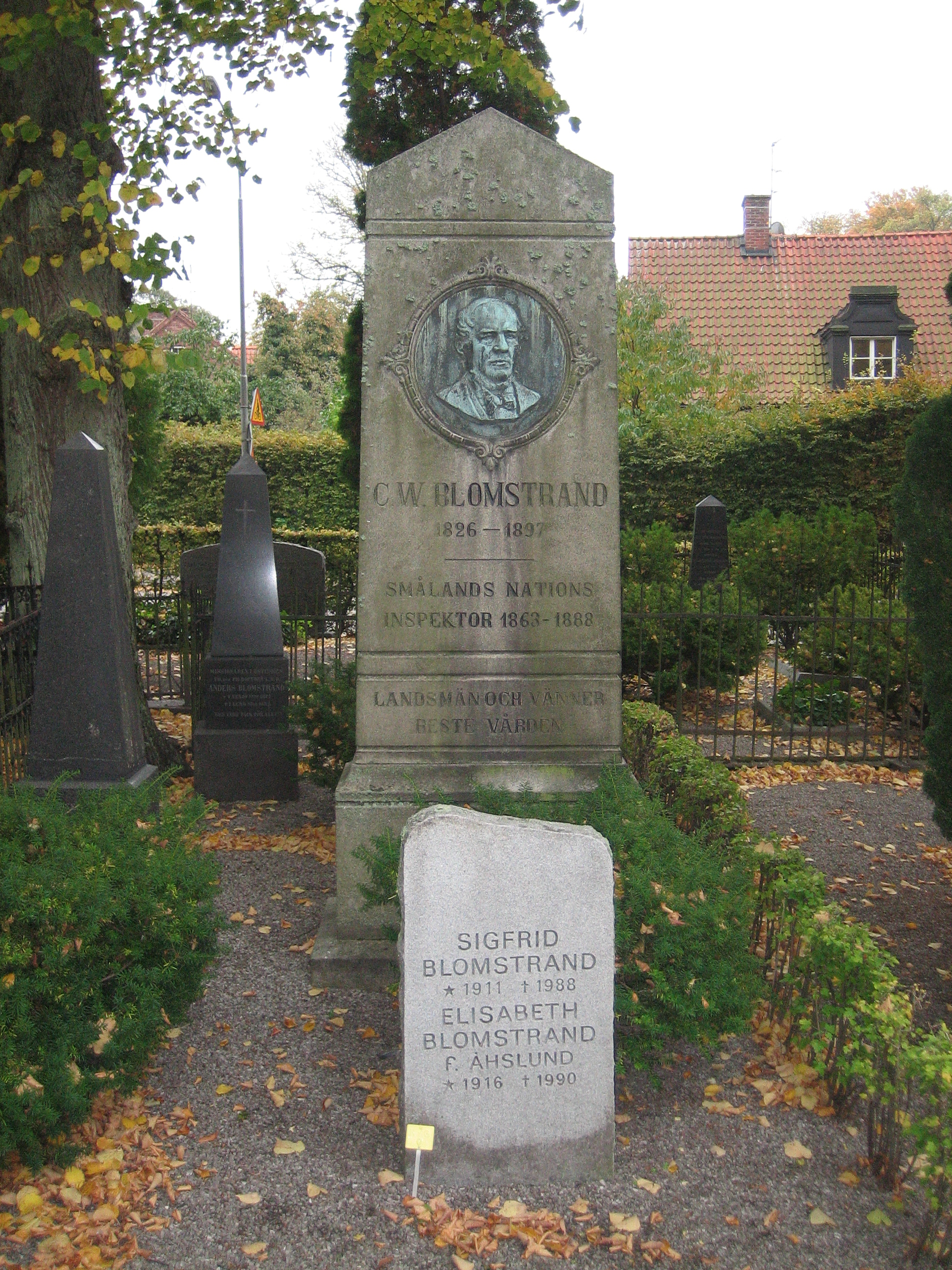
Christian Wilhelm Blomstrand
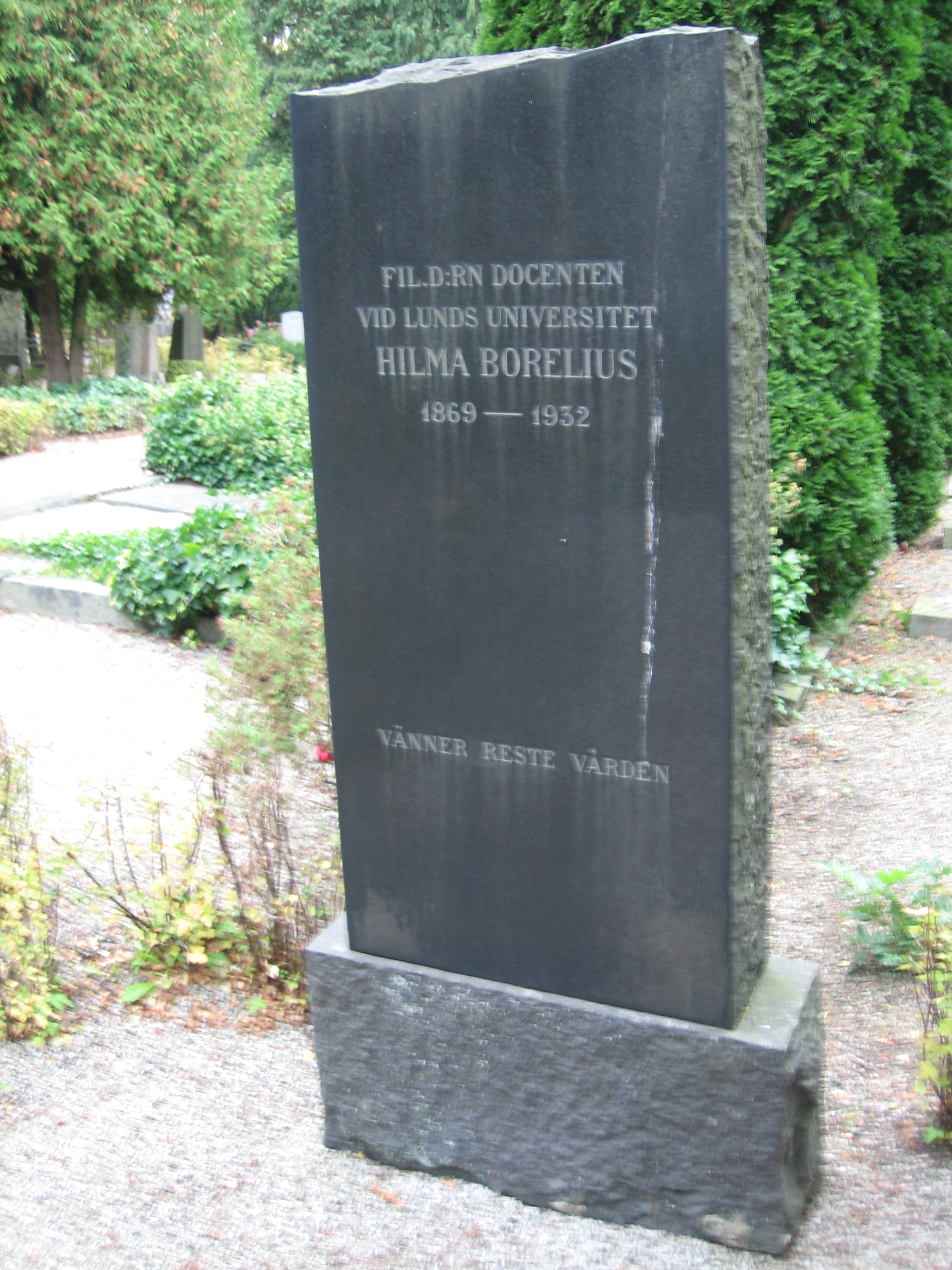
Hilma Borelius
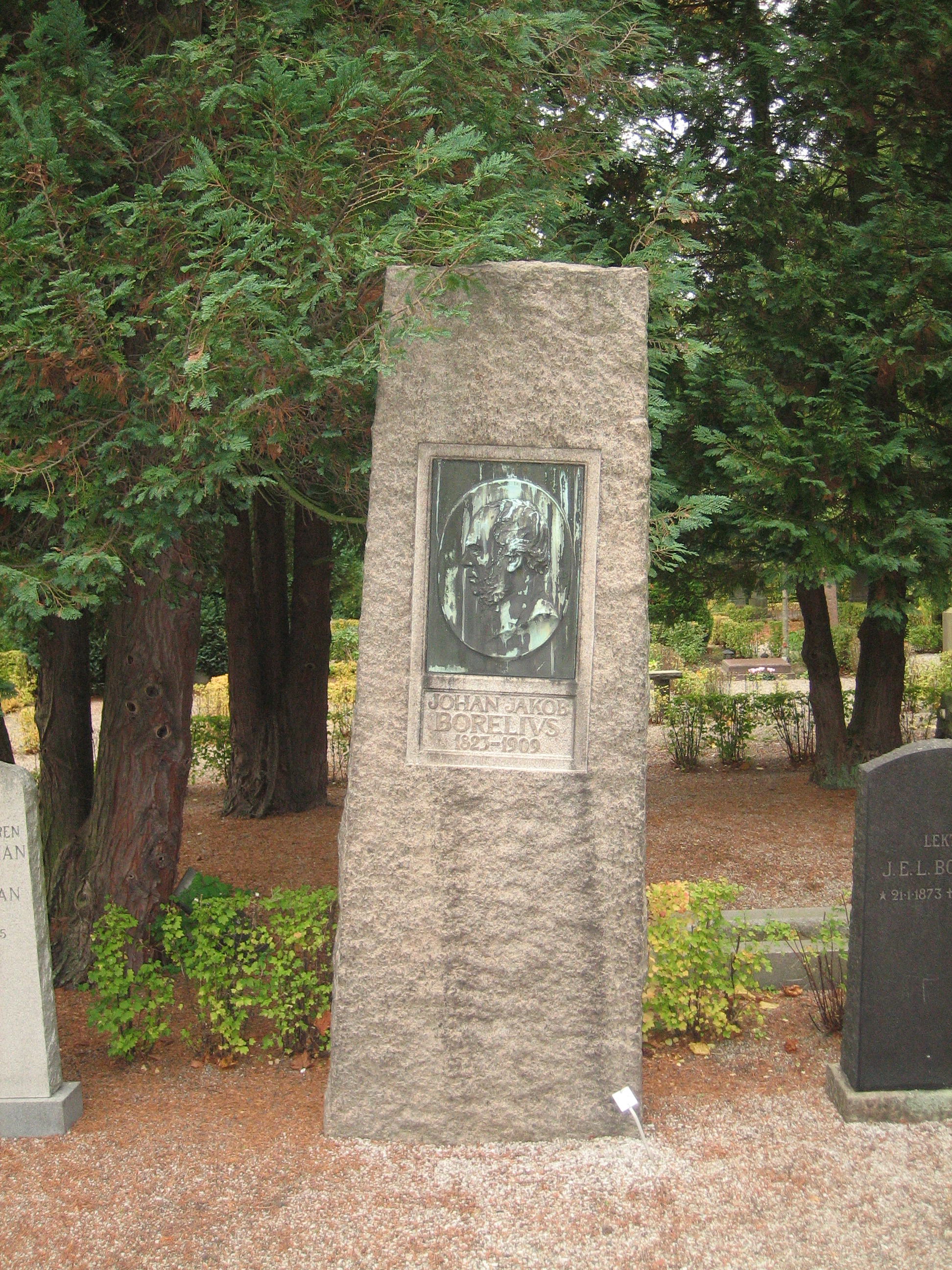
Johan Jacob Borelius
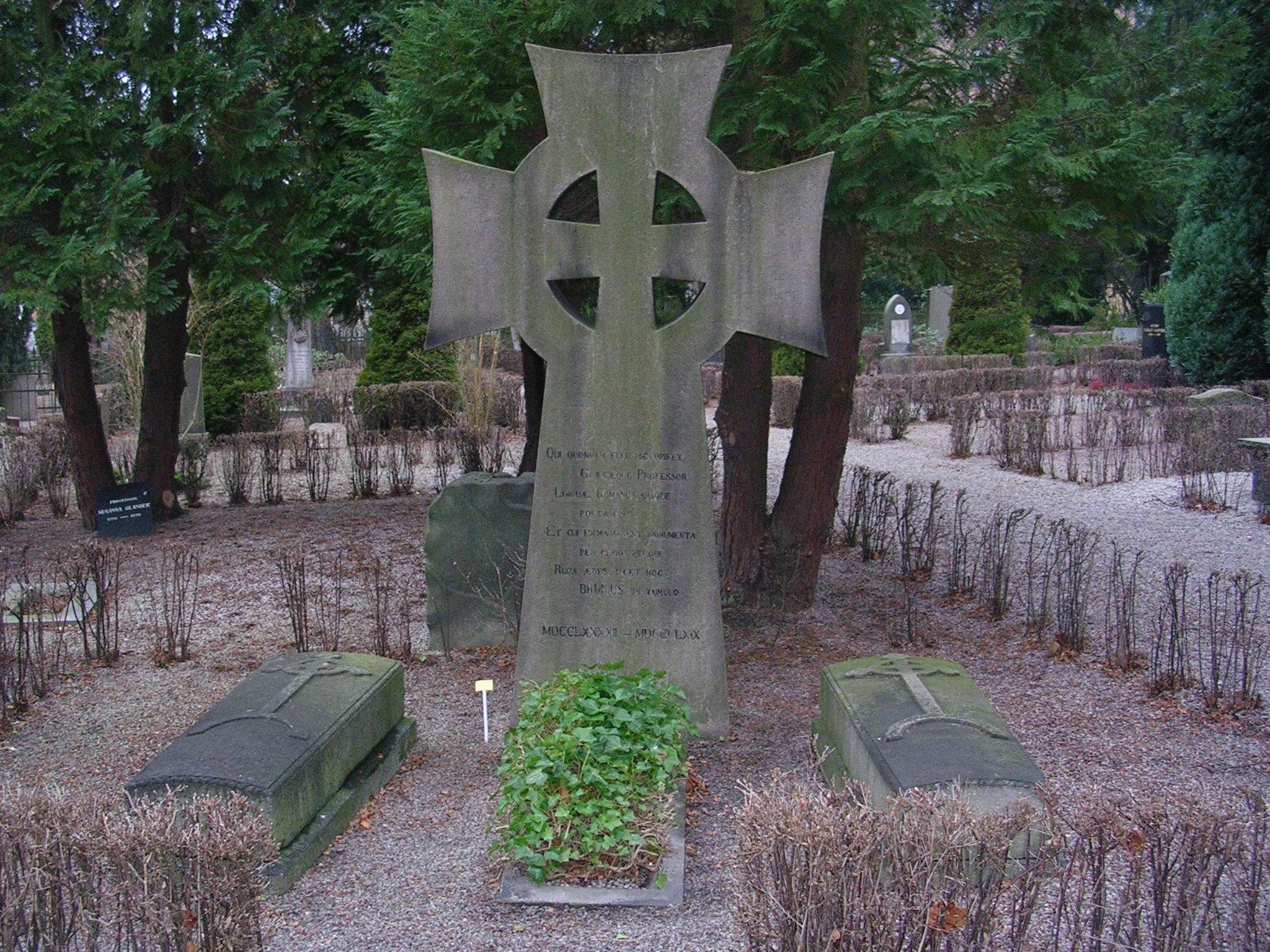
Carl Georg Brunius
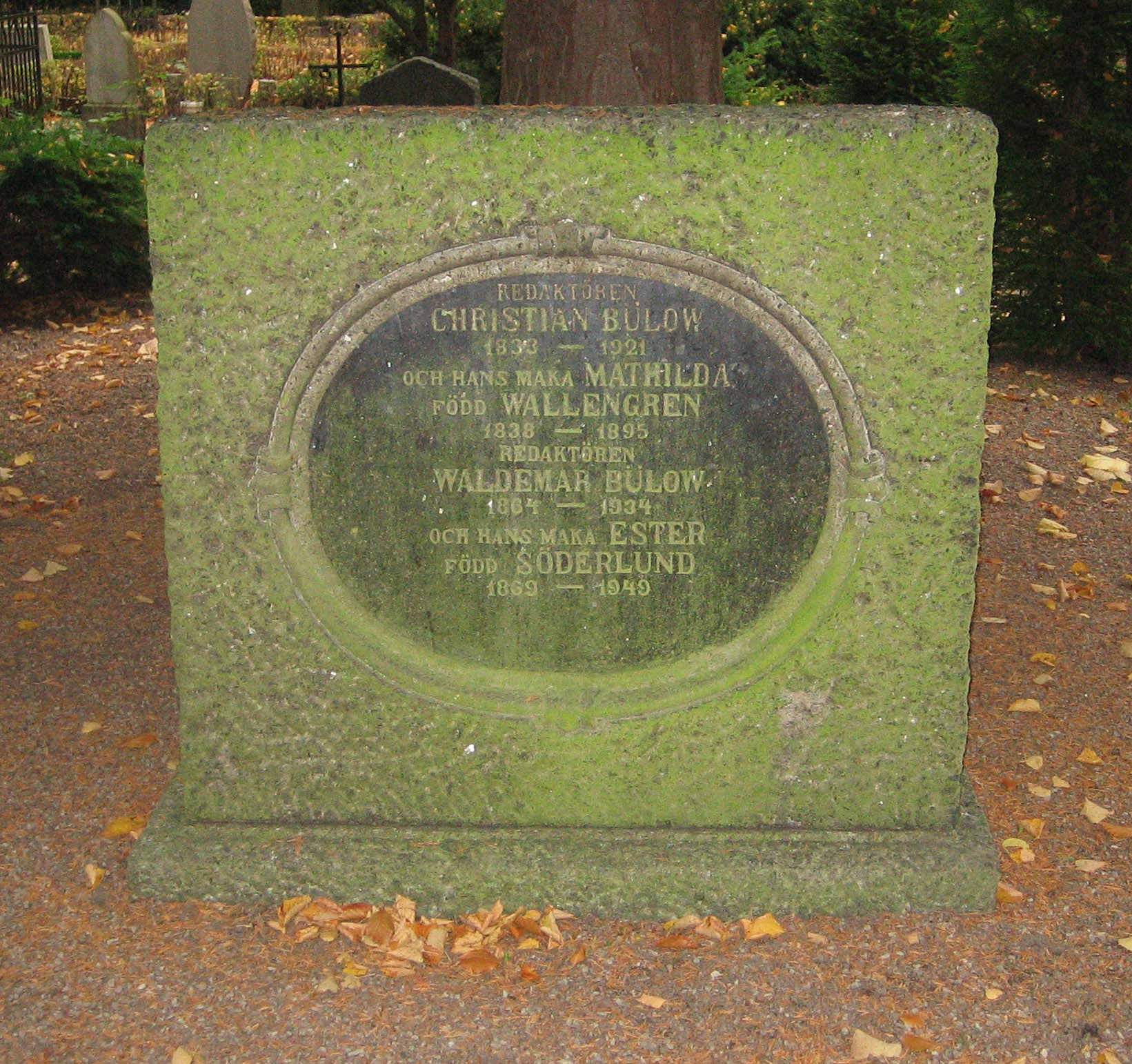
Christian Bülow och Waldemar Bülow
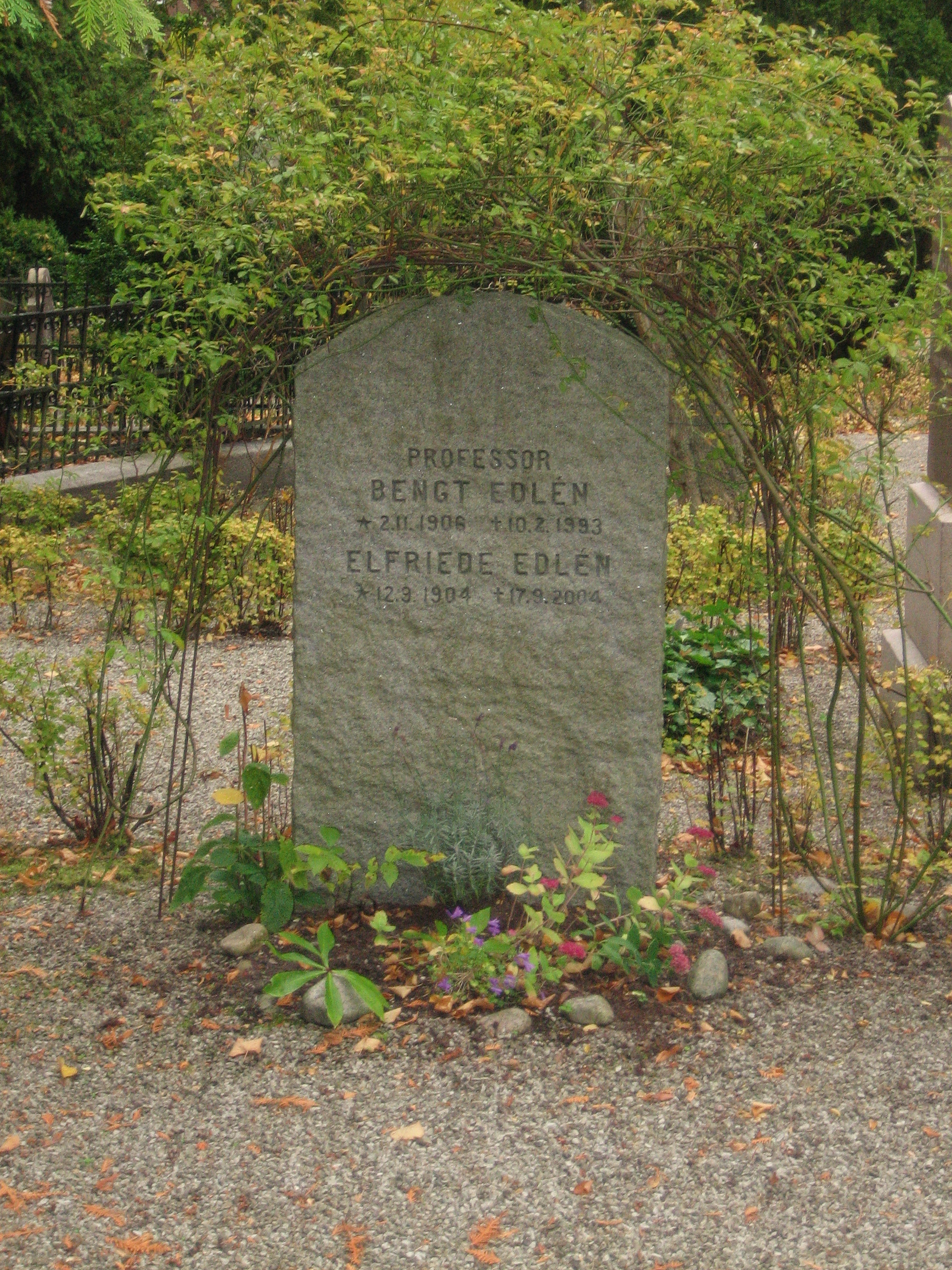
Bengt Edlén
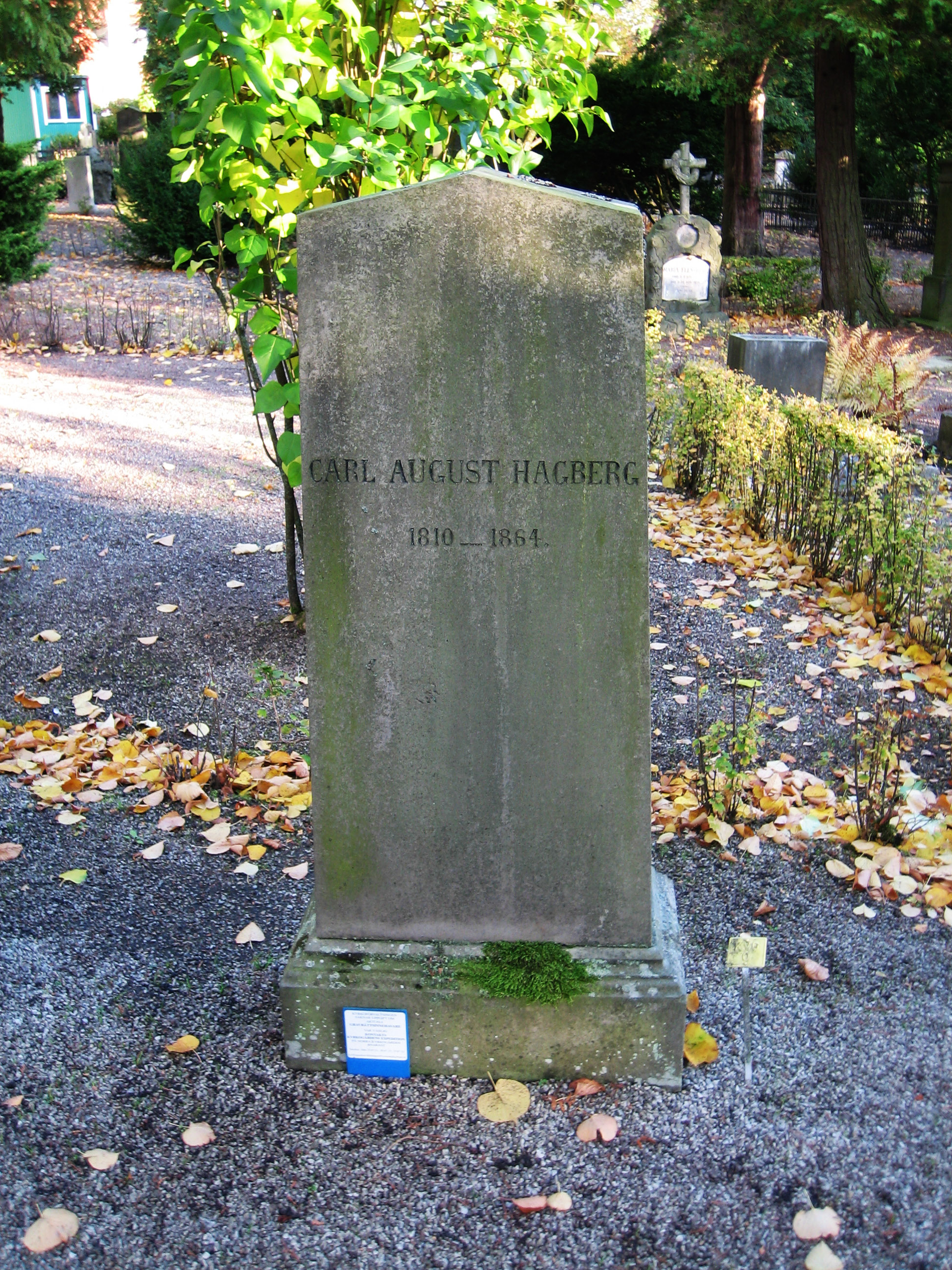
Carl August Hagberg
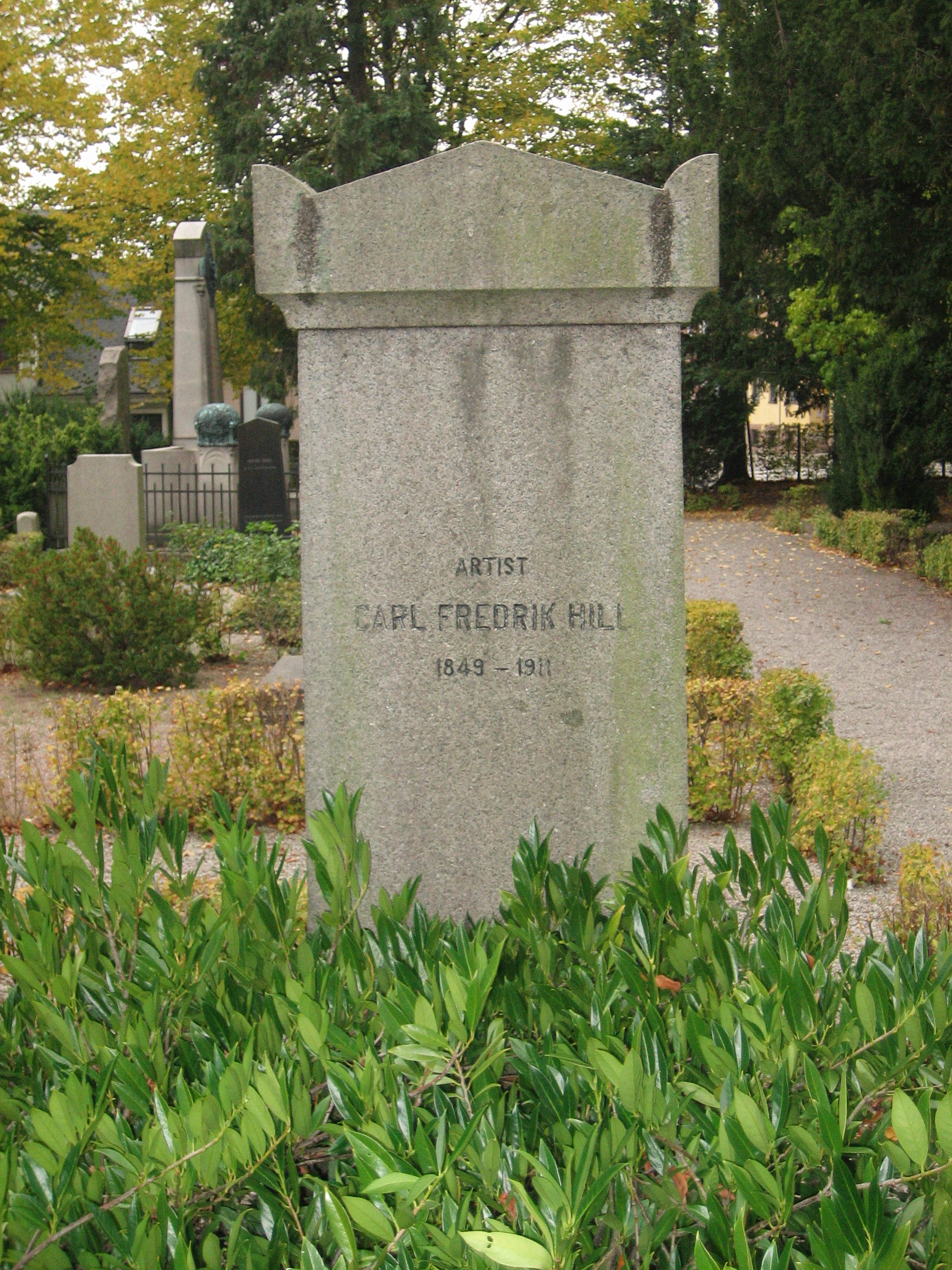
Carl Fredrik Hill
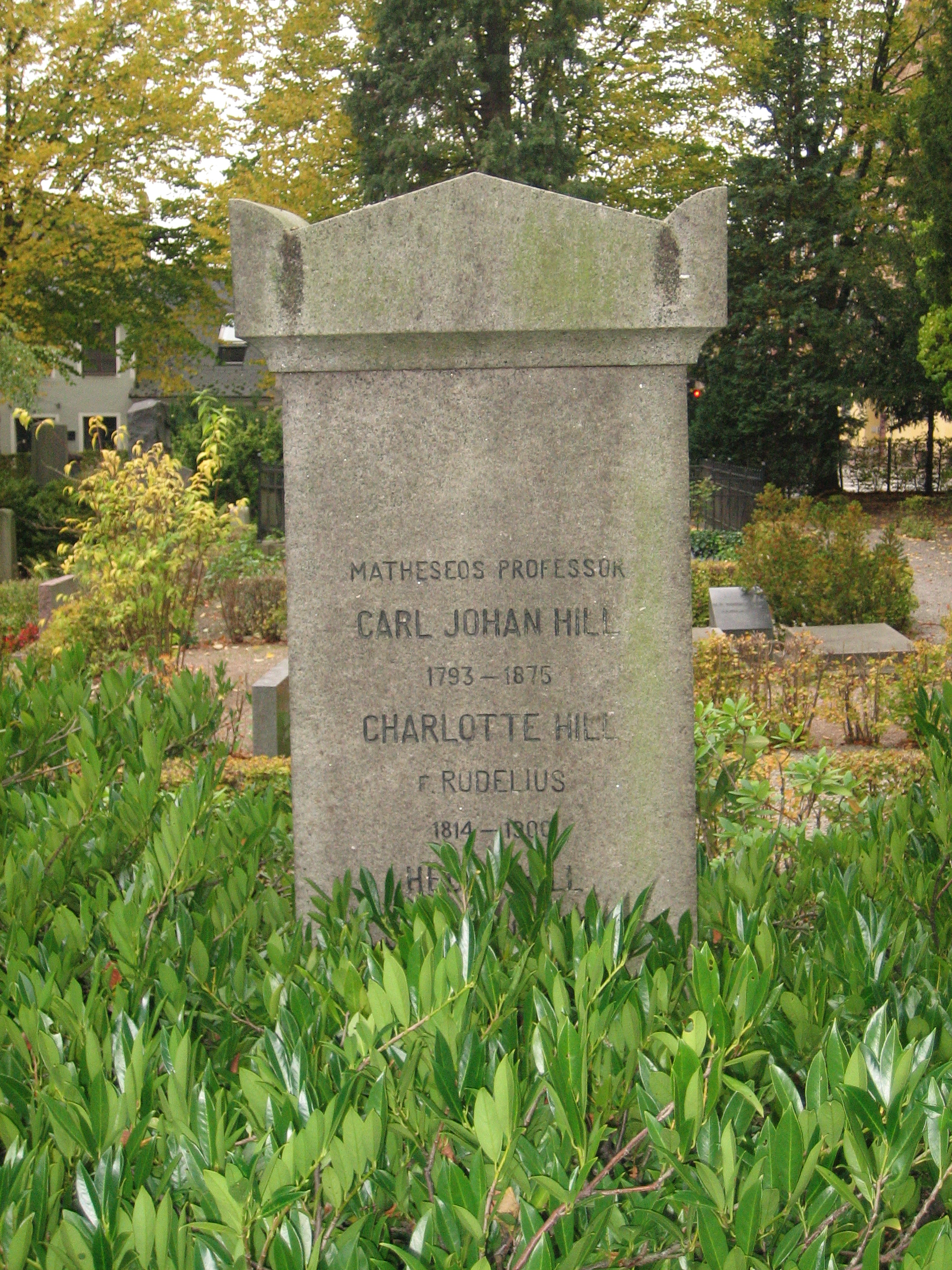
Carl Johan Hill
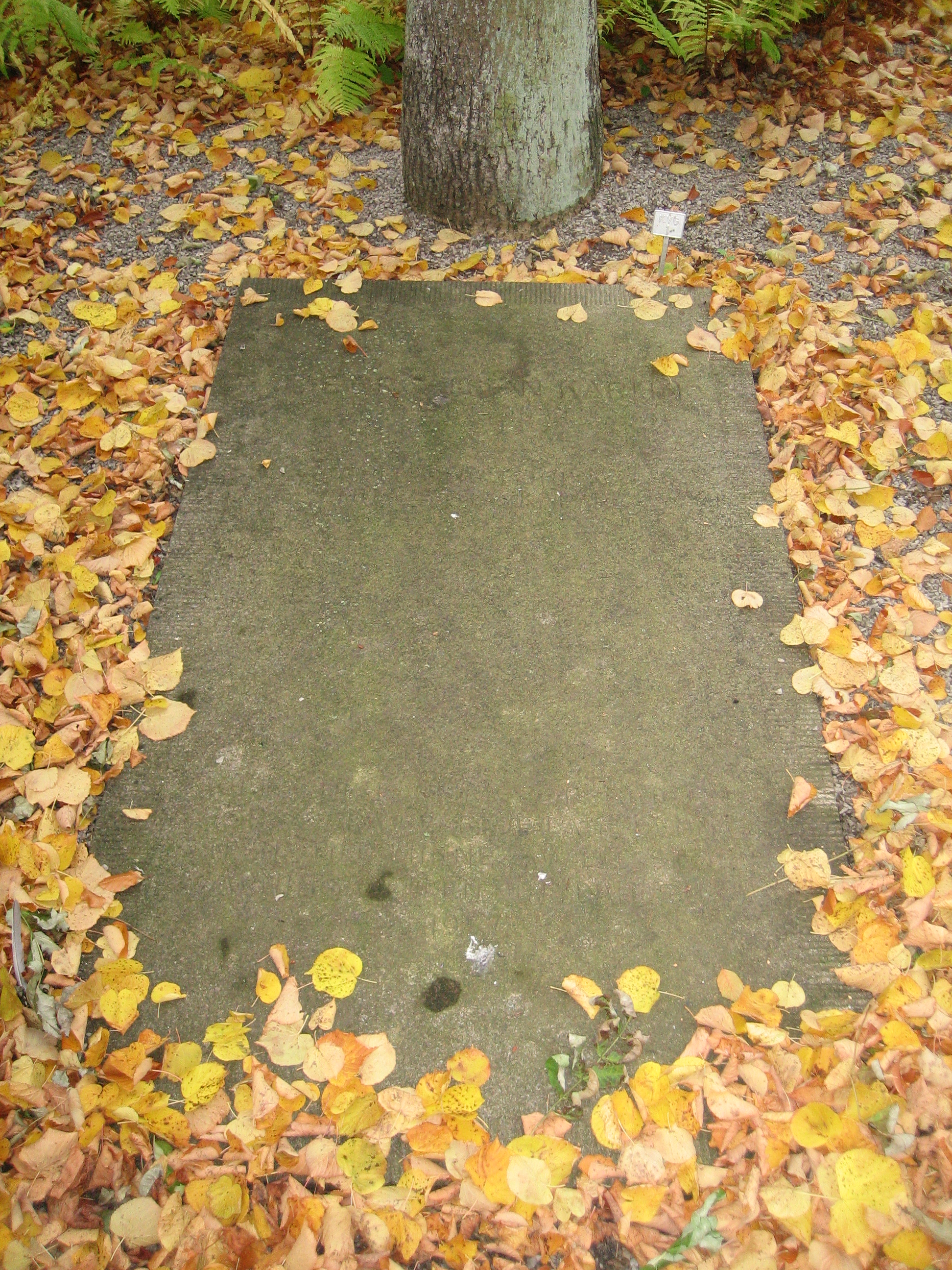
Georg J:son Karlin
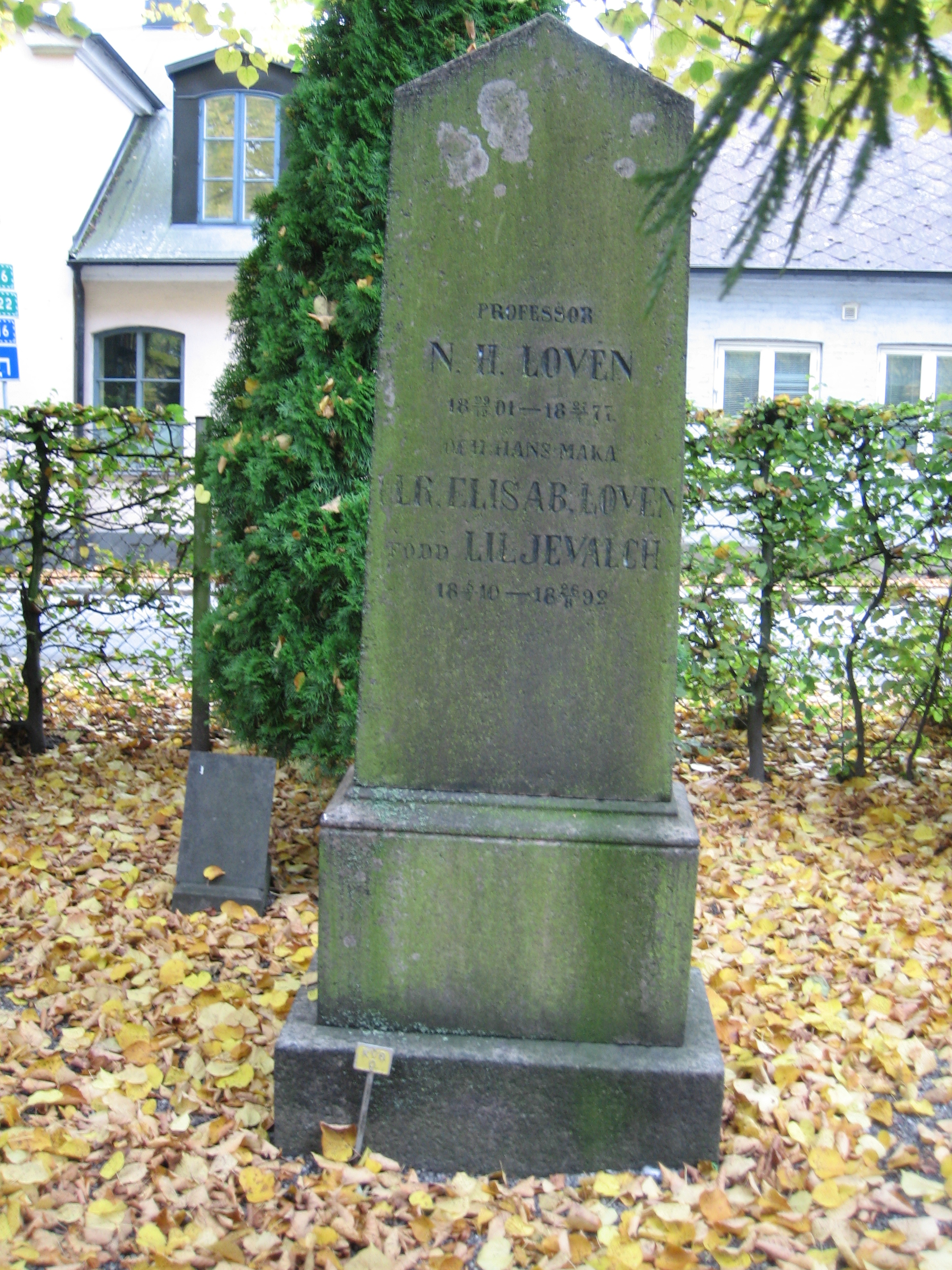
Nils Henrik Lovén
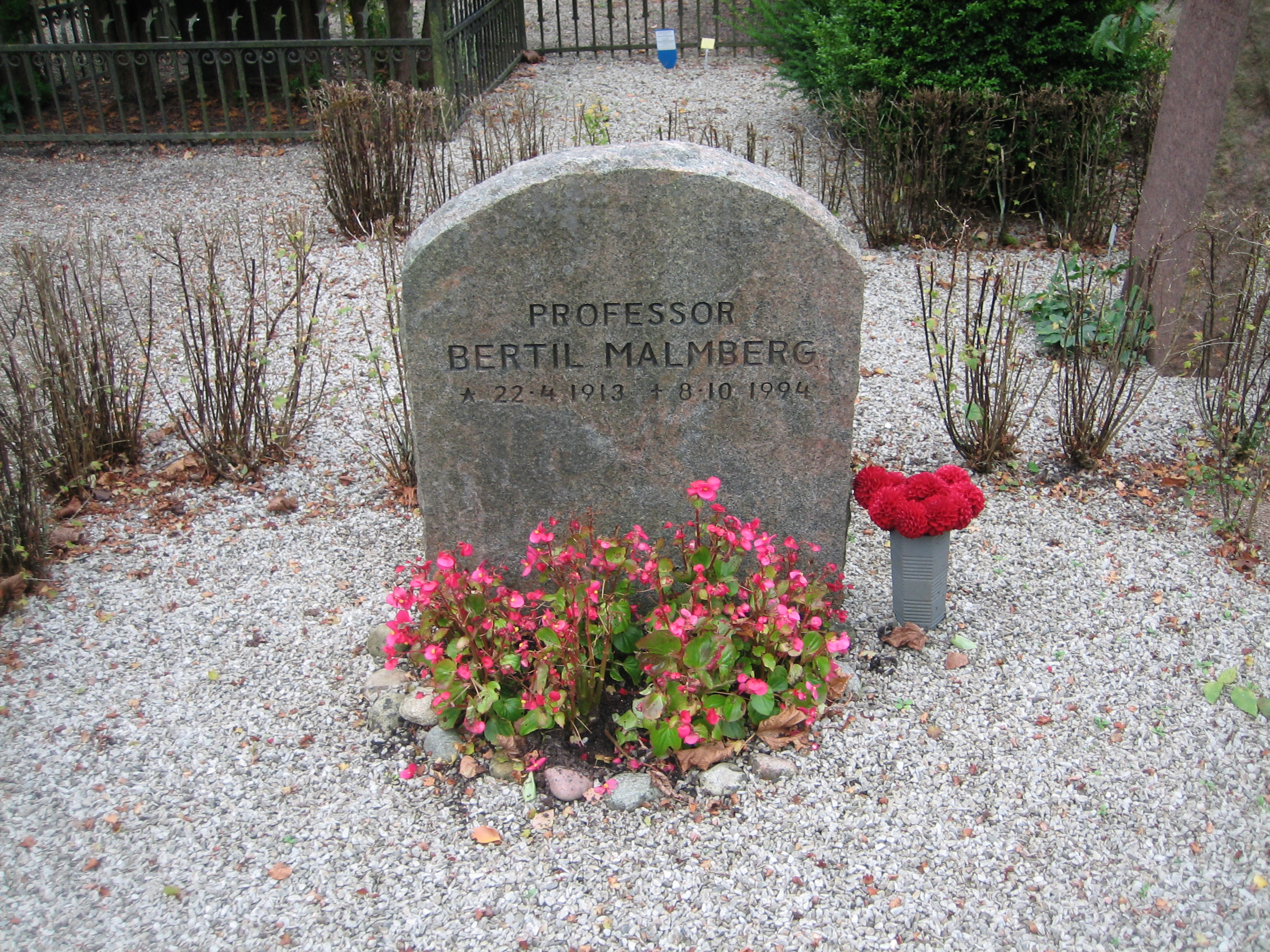
Bertil Malmberg
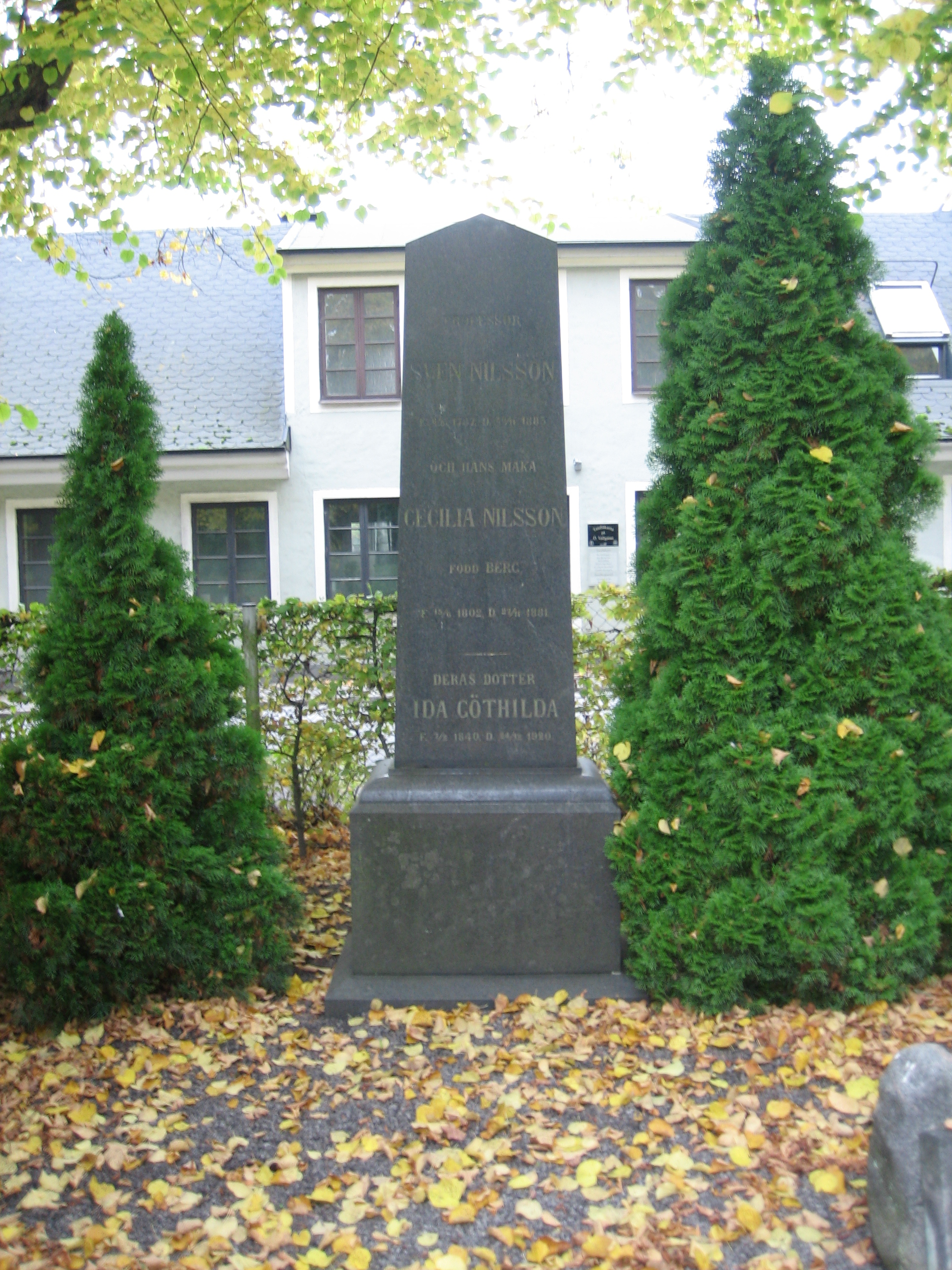
Sven Nilsson
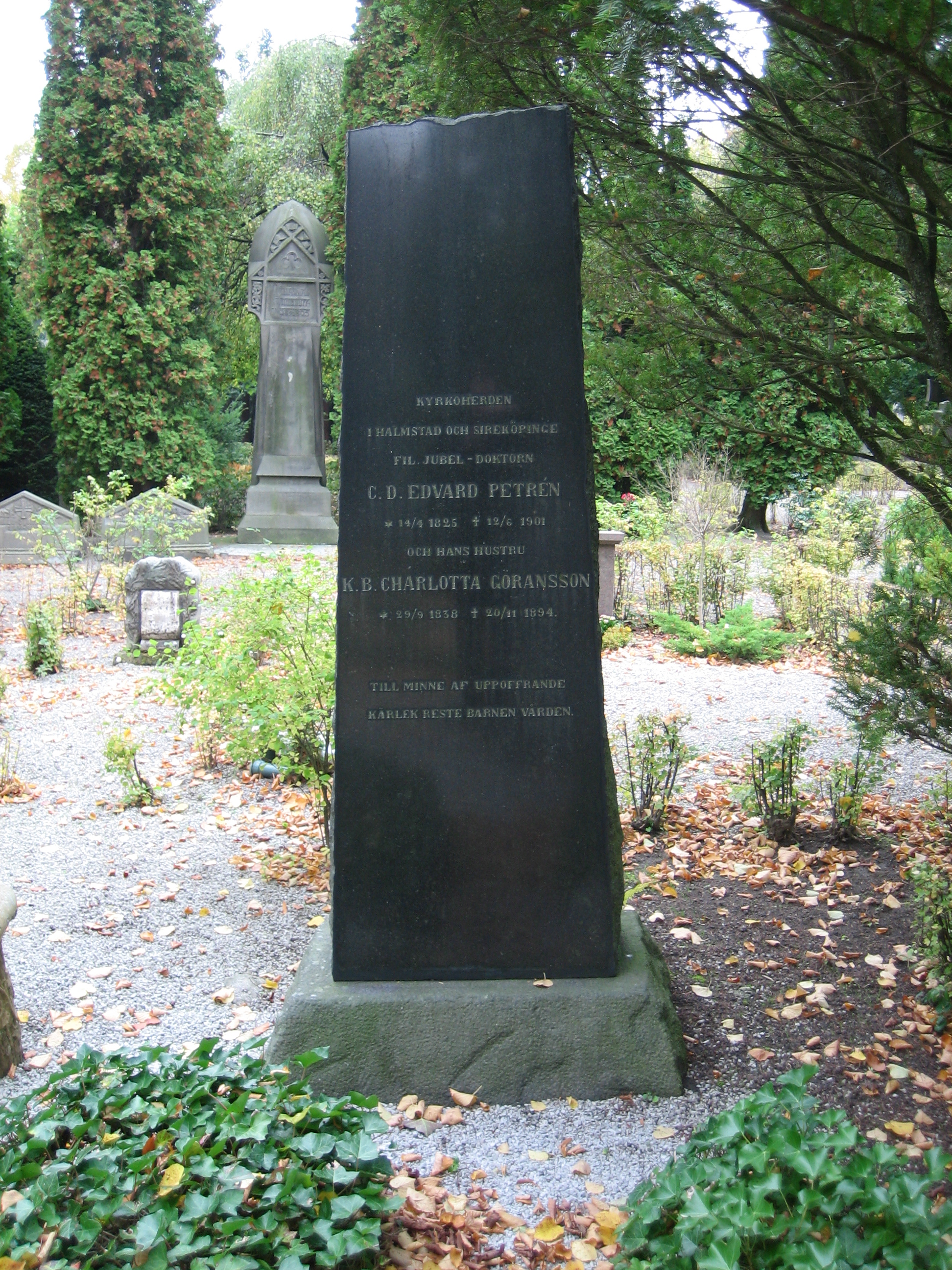
Carl Daniel Edvard Petrén
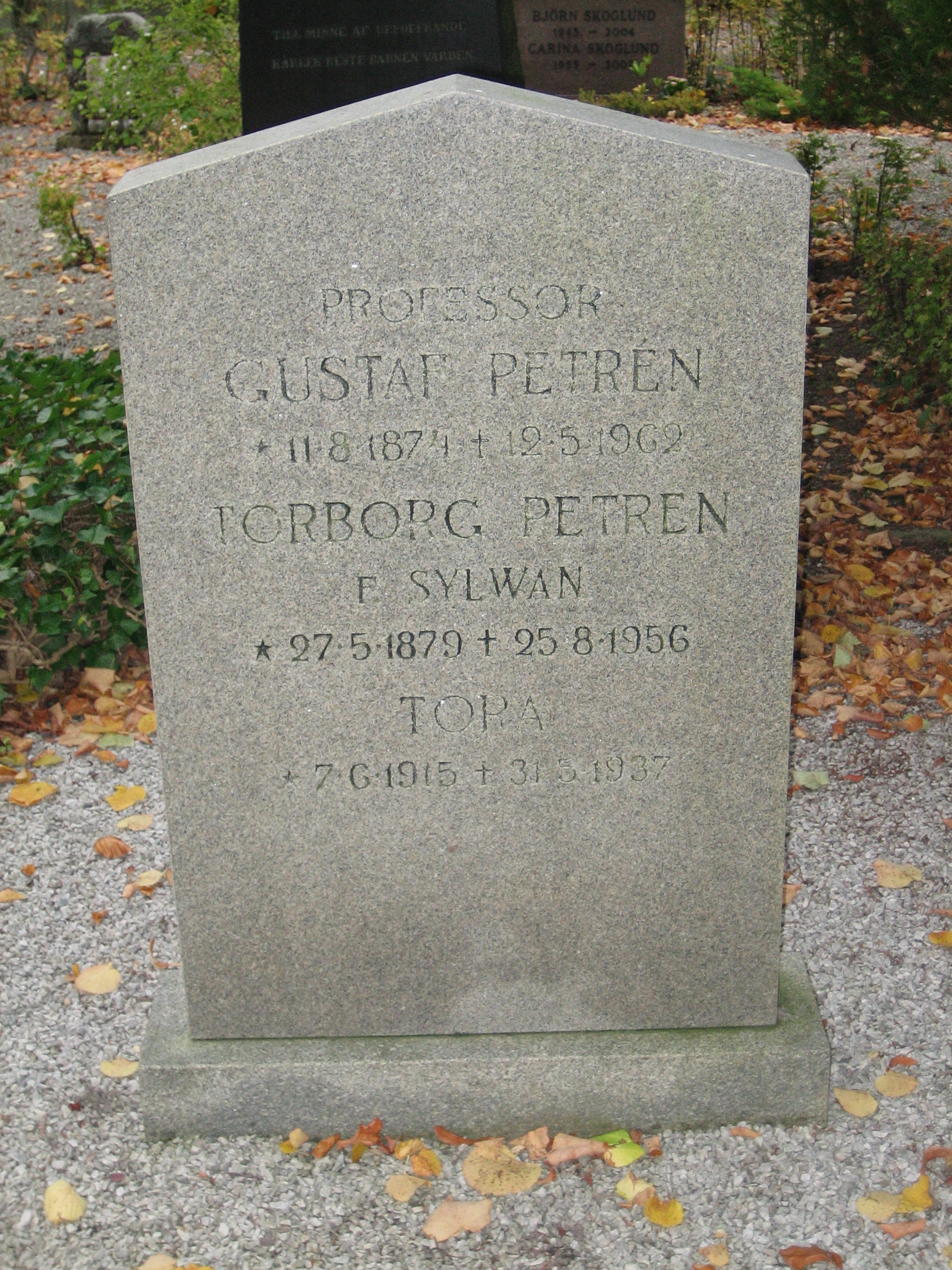
Gustaf Petrén
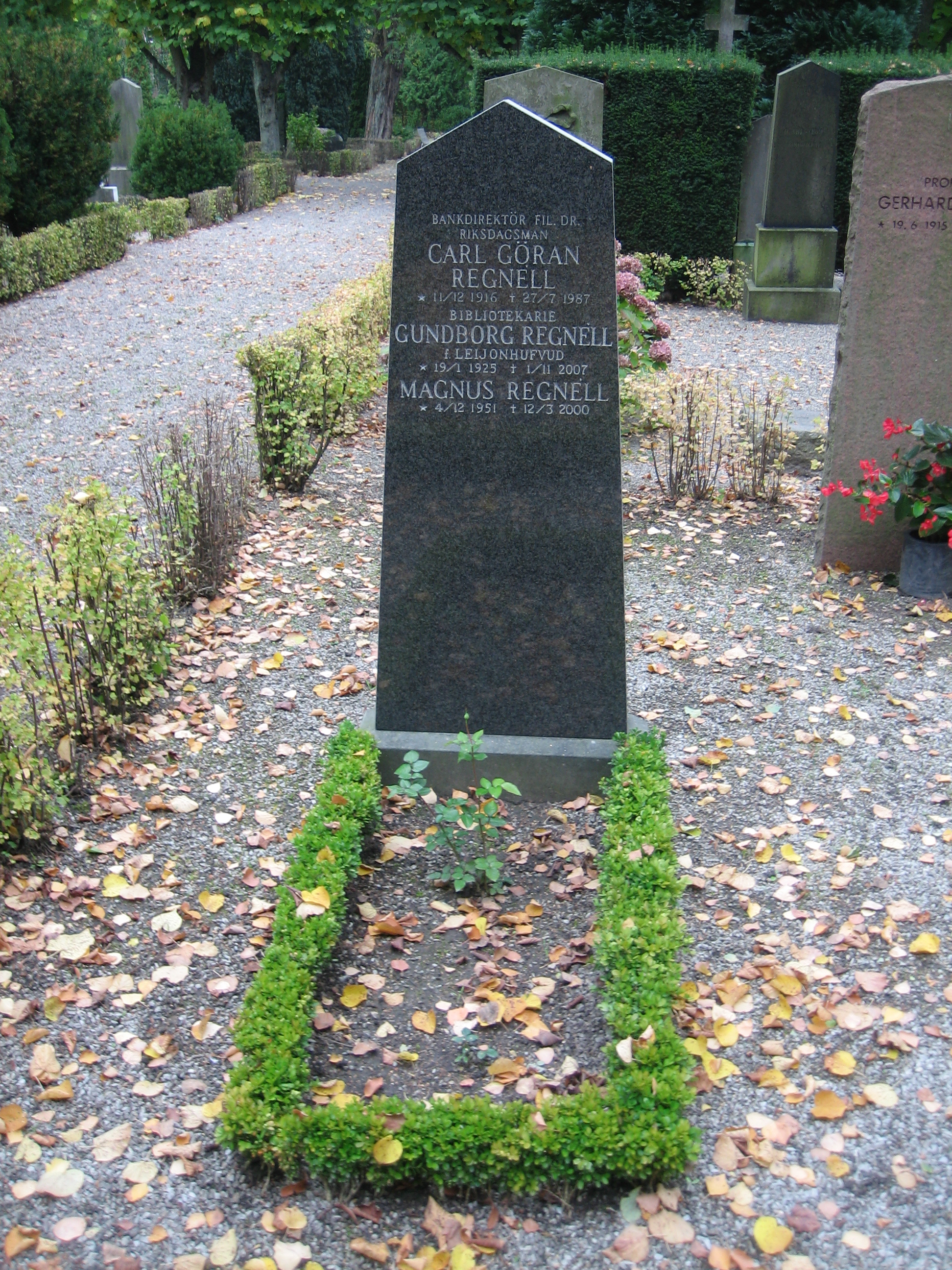
Carl Göran Regnéll
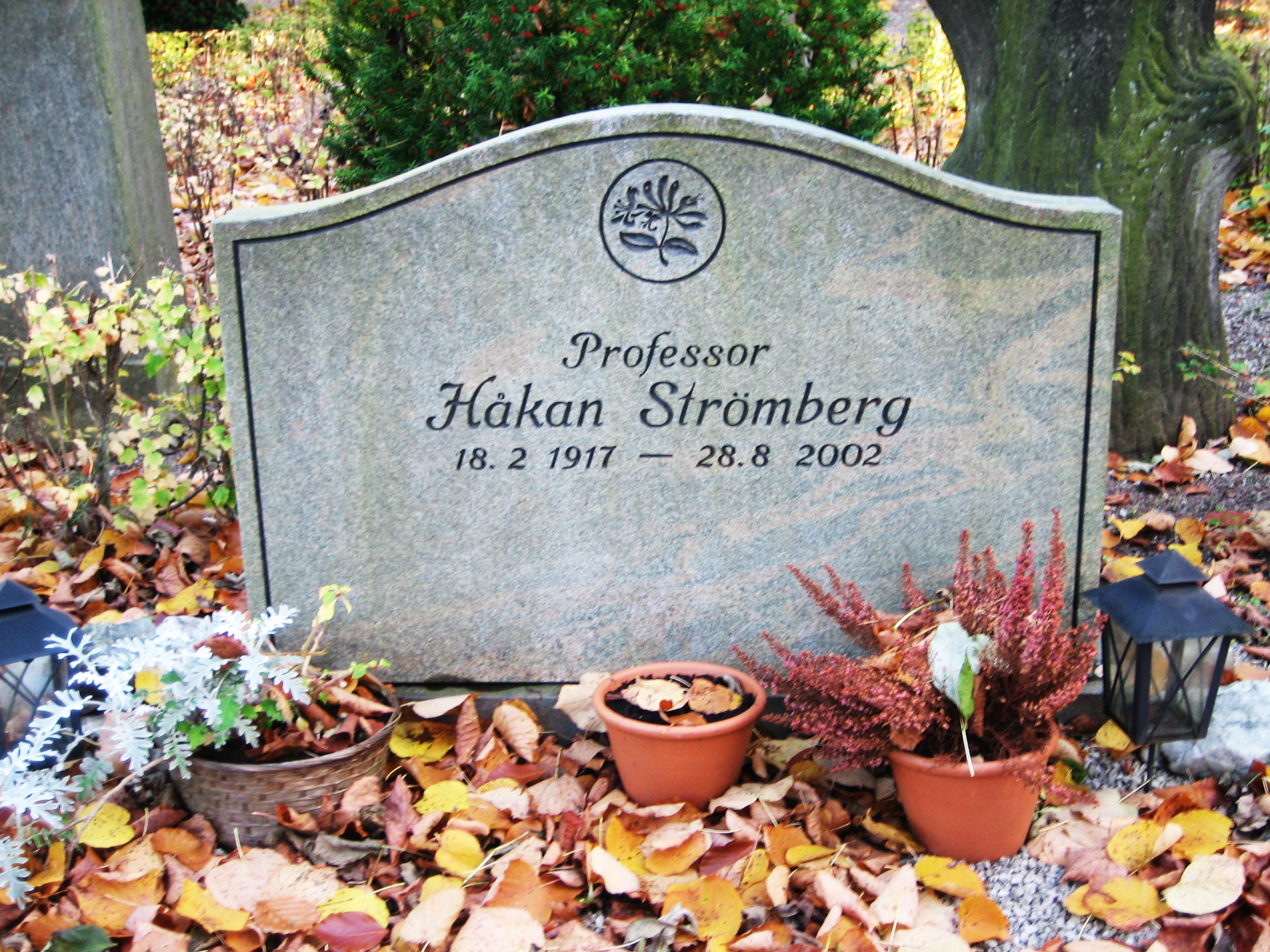
Håkan Strömberg
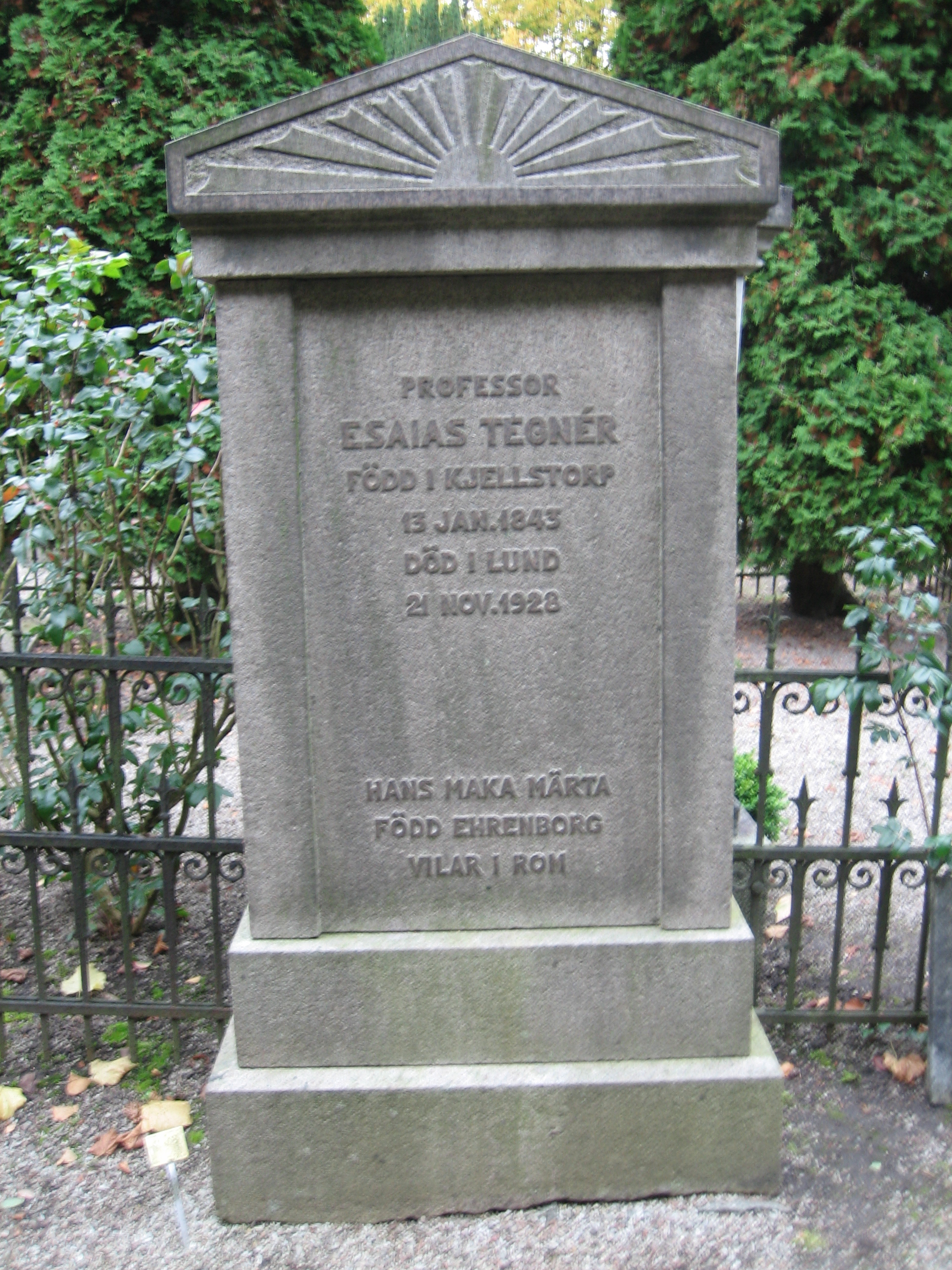
Esaias Tegnér d.y.
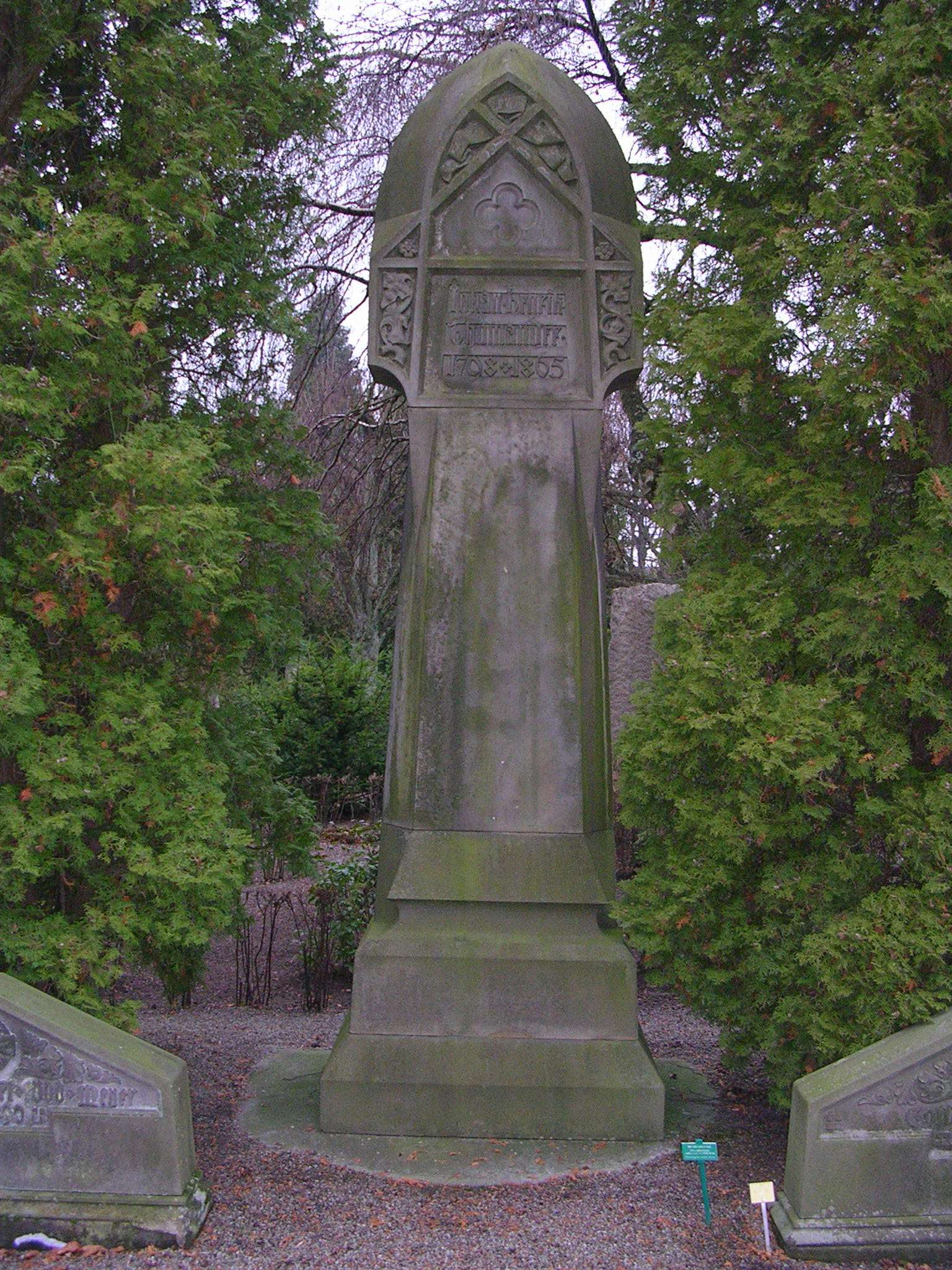
Johan Henrik Thomander
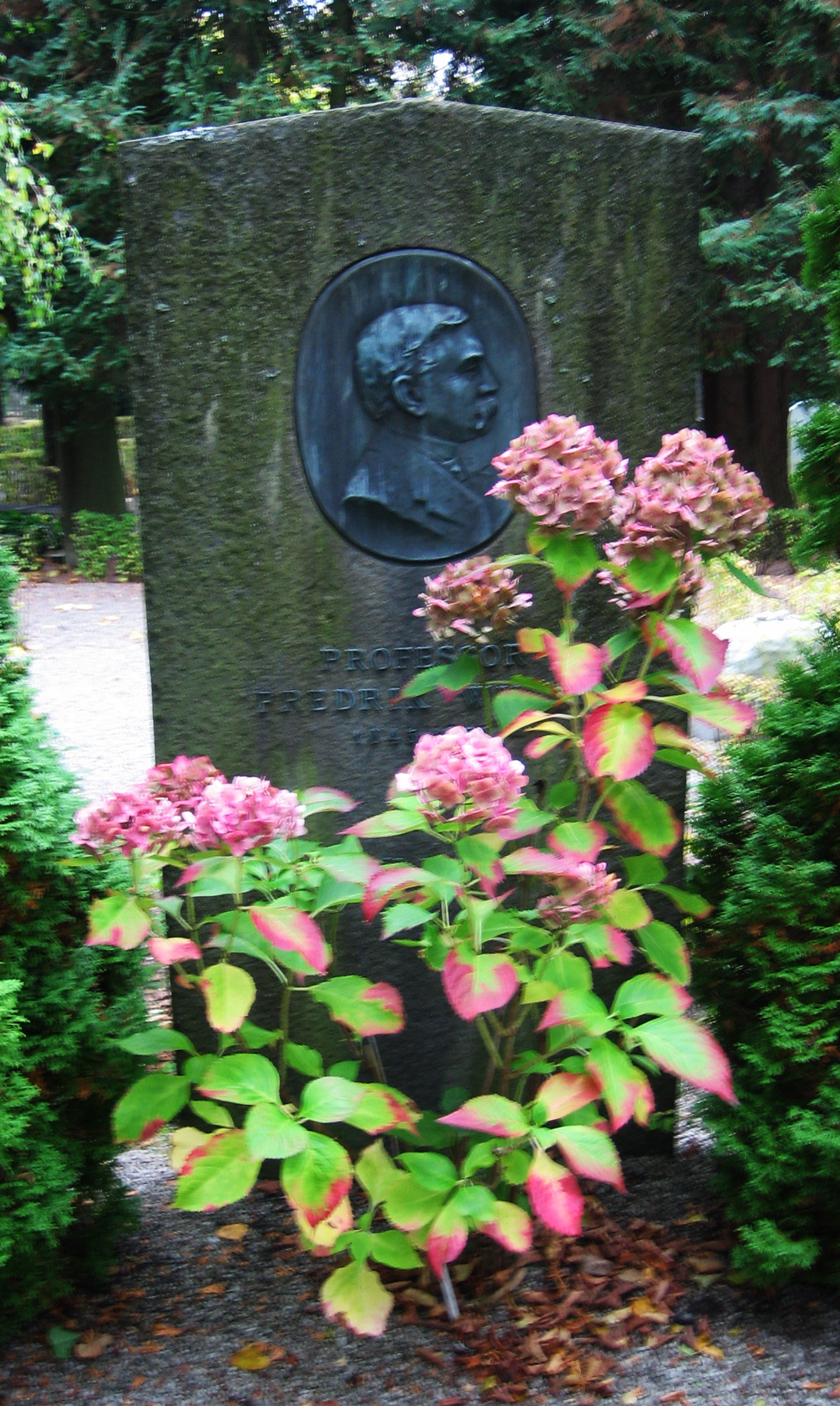
Fredrik Wulff